# Ecgfrith di Mercia
Ecgfrith (... – dicembre 796) fu re di Mercia dal luglio al dicembre del 796, esattamente per 141 giorni.
Era figlio di re Offa e di Cynethryth e già dal 787 aveva regnato insieme al padre. Successe a quest'ultimo nel luglio del 796. Dato che Offa morì il 26 o il 29 luglio, è logico pensare che il figlio sia morto il 14 o il 17 dicembre.